# غييرمو سيليس
غييرمو ليون سيليس مونتييل (بالإسبانية: Guillermo León Celis Montiel)‏ (8 يونيو 1993 سينسليخو كولومبيا - ) هو لاعب كرة قدم كولومبي، شارك في كوبا أمريكا المئوية، يلعب كلاعب وسط.

## وصلات خارجية
- غييرمو سيليس على موقع قاعدة بيانات كرة القدم.إي يو (الإنجليزية)
- غييرمو سيليس على موقع ناشيونال فوتبول تيمز (الإنجليزية)
- غييرمو سيليس على موقع Soccerway.com (الإنجليزية)
- غييرمو سيليس على موقع AS.com (الإسبانية)